# Al-Khazneh
Al-Khazneh (arabsko الخزنة; 'Zakladnica') tudi Khazne al-Firaun (arabsko خزنة الفرعون Chaznat al-Firʿaun‚ ‚Faraonova zakladnica‘), je ena najizrazitejših stavb v starodavnem arabskem mestu Nabatejskega kraljestva, Petra. Kot pri večini drugih stavb v tem starodavnem mestu, vključno s samostanom (arabsko Ad Deir), je bila ta struktura izklesana v peščenjak.
Verjamejo, da je struktura mavzolej nabatejskega kralja Areta IV. iz 1. stoletja našega štetja. Konstrukcijo so izdelali najeti grški mojstri. Je ena izmed najbolj priljubljenih turističnih znamenitosti v Jordaniji in regiji. Postal je znan kot Al-Khazneh ali Zakladnica v začetku 19. stoletja, po tem, da so beduini verjeli, da so tukaj zapuščeni zakladi.

## Zgodovina
Al-Khazneh je bil prvotno zgrajen kot mavzolej in grobnica v začetku 1. stoletja, ko je vladal Areta IV. Filopatris. Arabsko ime zakladnica izhaja iz legende, da so banditi ali pirati skrili svoj plen v kamen na drugem nadstropju. Na žarah je vidna znatna škoda od krogel. Lokalno izročilo pripisuje to beduinom, ki naj bi streljali na žare v začetku 20. stoletja v upanju, da jih razbijejo in s tem pridejo do zaklada. A okrasna žara je v resnici trden peščenjak. Druga legenda pravi, da je delovala  kot zakladnica egiptovskega faraona v času Mojzesa (Khaznet Far'oun).
Mnogi arhitekturni detajli stavbe so erodirali v zadnjih dvatisoč letih, odkar so stavbo izklesali in izrezali iz pečine. Skulpture naj bi bile različne mitološke figure, povezane s posmrtnim življenjem. Figure na zgornji ravni so plešoče Amazonke z dvojnimi sekirami. Na vhodu sta figuri Kastorja in Polidevka, ki sta živela na Olimpu in deloma v podzemlju.

## Opis
Fasada Zakladnice je verjetno najbolj znana v Petri. Je skoraj 40 metrov visoka in 25 metrov široka in je bila zasnovana v helenističnem slogu. Ime so ji dali beduini. Ti so sumili o bogatem zakladu v veliki žari na vrhu fasade. Vendar stavba ni zakladnica, temveč grobnica. Mogoče je bila ustvarjena za nabatejskega kralja Aretasa IV., ki je vladal od okoli leta 9. pr. n. št. do 40. n. št. Drugi raziskovalci datirajo Al-Khazneh šele v 2. stoletje, v čas cesarja Hadrijana. Nad portikom šestih korintskih stebrov se dviga majhen polkrožen tolos, ki ga obdajata dva templja s polzatrepom. Med stebri so preostali reliefi. Na vrhu okroglega templja se lahko vidijo luknje od streljanja na 3,5 m visoki žari. Žara je, tako kot celotna stavba in druge kraljeve grobnice Petre, predvsem iz trdne kamnine.
Dve stranski komori, ki sta vrezani v skalo in glavna komora so brez okrasa in prazne. Desni atrij je verjetno vseboval sarkofag. Glavna komora je bila pravokotna in imela dve stranski in glavno nišo.
Leta 2003, neposredno pred Zakladnico, je izkopaval dr. Suleimana Farajata. Odvisno od vira so bile odkrite tri do štiri prej neznane pokopne komore. Te so nad prvotnimi tlemi (približno 4-6 metrov pod trenutnim nivojem). Vsebovale so tudi ostanke človeških okostnjakov. Zaradi pomanjkanja sredstev je bil del izkopavanj za zdaj ponovno zapolnjen. 

## Učinek turizma
Leta 1812 je mesto Petra in Al-Khazneh ponovno odkril švicarski raziskovalec Johann Ludwig Burckhardt. Ker je Zahodna Evropa še naprej raziskovala Bližnji vzhod, se je turizem razširil. Do leta 1920 je bil blizu Petre odprt majhen hotel. Medtem ko Petra ni bila tako priljubljena, kot so bila večja mesta, kot je Kairo, je turizem začel spreminjati gospodarstvo in socialno strukturo ljudi beduinov, ki so živeli v bližini .
Turizem je zdaj glavni vir dohodka v Jordaniji. Hoteli, trgovine in restavracije so nekaj kilometrov oddaljeni od Petre, ki je ogrožena zaradi vpliva povečanega turizma.
Vlažnost zaradi velikih množic ljudi, ki obiščejo arheološko najdišče, lahko povzroči poškodbe suhega peščenjaka. Na stenah in stebrih so se pojavile bele lise stearinske kisline. Sama površina Al-Khazneh se je v manj kot desetih letih izrabila za 40 mm zaradi dotikanja ali drgnjenja.

## V popularni kulturi
Zakladnica se je pojavila v mnogih hollywoodskih filmih, kjer je postal poseben slog, potem ko je nastopala v prizorih v priljubljenem filmu Indiana Jones in zadnja križarska vojna (1989), v katerem se zdi, kot vhod v končno počivališče Svetega grala blizu Hataya, Notranji prizori templja so bili posneti v Elstree Studios v Angliji.
Starodavne megastrukture: Petra, televizijska serija kanala National Geographic, je posvečena Al-Khaznehu in pojasnjuje, kako jo je ustvarila človeška iznajdljivost in pogumno prizadevanje.
Zakladnica je tudi v Hergéjevem The Red Sea Sharks, ena od Adventures of Tintin, Sinbad and the Eye of the Tiger, Sky 1, popotniška serija An Idiot Abroad, zgodovinska serija The Naked Archaeologist in korejska drama Misaeng.